# Rebecca Kabugho
Rebecca Kabugho (Goma, 4 de setembre de 1994) és una activista congolesa. És coneguda principalment pel fet que, a conseqüència de la seva detenció per part de les forces de seguretat del seu país, es va convertir en una dels presos de consciència més joves, a més de rebre el Premi Internacional Dona Coratge el 2017.

## Biografia
Kabugho va néixer a Goma, a la República Democràtica del Congo. De jove es va fer membre de la LUCHA (Lutte pour le changement -
Lluita pel canvi), fundada a la seva ciutat natal el juny de 2012. LUCHA era un moviment pel canvi sense jerarquia i no violent.
La LUCHA va ser catalogada, segons l'Agència Nacional d'Intel·ligència del país, com un "moviment insurreccional". Kabugho i cinc membres més de l'organització van ser detinguts el 16 de febrer després de diverses protestes pacífiques que es van passar a conèixer com "ciutat morta". Aquestes sis persones van ser acusades d'encoratjar la desobediència civil contra l'acció del president Joseph Kabila en relació amb la constitució del país, que era ignorada segons els manifestants.
Va passar sis mesos a la presó de Goma, mentre era lloada a les xarxes socials; la premsa internacional la va citar com una de les presoneres de consciència més joves del món.
El 19 de desembre de 2016, Rebecca es trobava entre els 19 activistes que van ser arrestats per protestar contra el que consideraven un govern inconstitucional. Va ser alliberada una setmana més tard, però va seguir liderant una campanya no violenta per aconseguir millores al Congo.
Kabugho va rebre el Premi Internacional Dona Coratge de les mans de Melania Trump el març de 2017, juntament amb 12 dones més.